# Pterotaea crickmeri
Pterotaea crickmeri là một loài bướm đêm trong họ Geometridae.